# Phrurotimpus borealis
Phrurotimpus borealis là một loài nhện trong họ Phrurolithidae.
Loài này thuộc chi Phrurotimpus. Phrurotimpus borealis được James Henry Emerton miêu tả năm 1911.